# 자이언 (일리노이주)

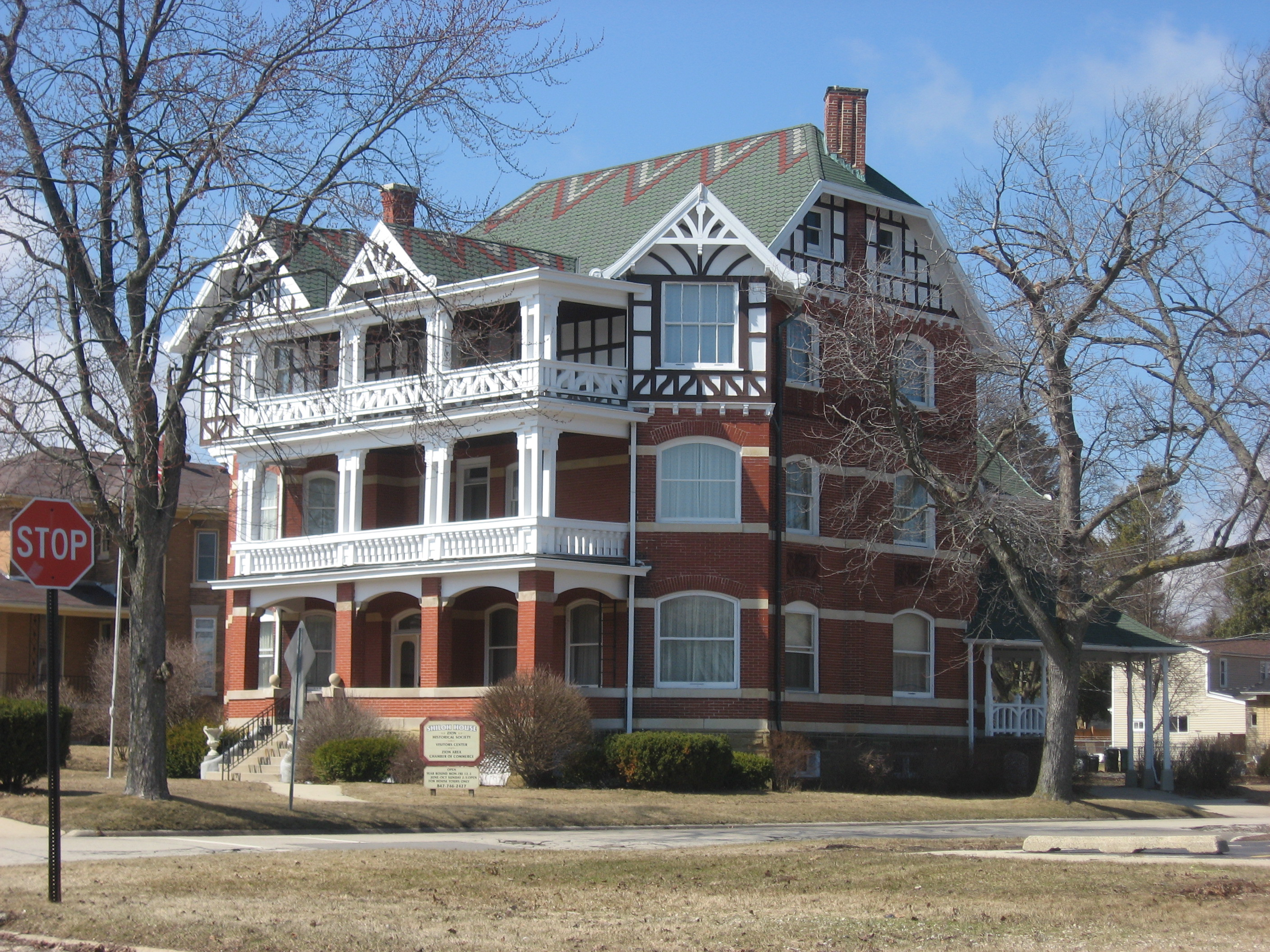
자이언.

자이언(Zion)은 미국 일리노이주 레이크 카운티에 위치한 도시이다. 1901년 존 알렉산더 도위에 의해 발견되었으며, 도시의 이름은 이스라엘의 역사적 지명인 시온(Zion)의 이름을 따서 명명되었다.

## 인구
| 인구조사              | 인구   | Note  | %±    |
| --------------------- | ------ | ----- | ----- |
| 1910년                | 4,789  |       | —     |
| 1920년                | 5,580  |       | 16.5% |
| 1930년                | 5,991  |       | 7.4%  |
| 1940년                | 6,555  |       | 9.4%  |
| 1950년                | 8,950  |       | 36.5% |
| 1960년                | 11,941 |       | 33.4% |
| 1970년                | 17,268 |       | 44.6% |
| 1980년                | 17,865 |       | 3.5%  |
| 1990년                | 19,775 |       | 10.7% |
| 2000년                | 22,866 |       | 15.6% |
| 2010년                | 24,413 |       | 6.8%  |
| 2019 (추산)           | 23,487 | [ 2 ] | −3.8% |
| U.S. Decennial Census |        |       |       |